# Giáo phận Niigata
Giáo phận Niigata (カトリック新潟司教区) (tiếng Latinh: Dioecesis Niigataënsis) là một giáo phận của Giáo hội Công giáo Rôma ở Nhật Bản. Địa giới của Giáo phận bao gồm các tỉnh Niigata, Yamagata, Akita. Nhà thờ chính tòa Chúa Kitô Vua, còn được biết đến là Nhà thờ chính tòa Niigata (tiếng Nhật: 新潟カテドラル) là nhà thờ chính tòa của giáo phận.

## Lãnh đạo giáo phận qua từng thời kì

### Phủ doãn Tông Tòa
- Tiên khởi - Joseph Reiners (Dòng Ngôi Lời) (1912 - 1926)
- 2 - Anton Ceska (Dòng Ngôi Lời) (1926 - 1941)
- 3 - Phêrô Matsuoka Magoshirō (1941 - 1953)
- 4 - Gioan Baotixita Noda Tokisuke (1953 - 1961)[1]

### Giám mục Giáo phận
- Tiên khởi - Gioan Itō Shojirō (1962 - 1985)
- 2 - Phanxicô Satō Keiichi (Dòng Phan Sinh) (1985 - 2004)[1]
- 3 - Tarcisiô Kikuchi Isao (Dòng Ngôi Lời) (2004 - 2017)
- （Giám quản Tông tòa - Tarcisiô Kikuchi Isao (2017 - 2020）
- 4 - Phaolô Narui Daisuke (Dòng Ngôi Lời) (2020 - hiện tại)[2][3][4]